# The New Cowpuncher
The New Cowpuncher è un cortometraggio muto del 1912 diretto da Allan Dwan.

## Produzione
Il film fu prodotto dalla Flying A (American Film Manufacturing Company).

## Distribuzione
Distribuito dalla Film Supply Company, il film - un cortometraggio in una bobina - uscì nelle sale cinematografiche USA il 17 ottobre 1912.